# Worawut Srisupha
Worawut Srisupha (Thai: วรวุฒิ ศรีสุภา, * 25. Mai 1992 in Mukdahan), ehemals Worawut Kaewpook (Thai: วรวุฒิ แก้วผูก), auch als  Pond (Thai: ปอนด์) bekannt, ist ein thailändischer Fußballspieler.

## Karriere
Seine fußballerische Laufbahn begann 2009 in der Jugendabteilung  beim Erstligisten BEC Tero Sasana FC in Bangkok, wo er 2010 auch seinen ersten Profivertrag unterschrieb. Von 2012 bis 2013 wurde er an den damaligen Zweitligisten Bangkok FC ausgeliehen. Nach Beendigung der Ausleihe verpflichtete ihn der Bangkok FC fest. Bis 2014 spielte er 92 Mal für den Verein. 2015 wechselte er zum ebenfalls in Bangkok beheimateten Port FC. 2019 stand er mit Port im Finale des FA Cup, dass Port mit 1:0 gegen den Erstligisten Ratchaburi Mitr Phol aus Ratchaburi gewann. Nach 143 Ligaspielen wechselte er im Sommer 2025 nach Rayong zu dem ebenfalls in der ersten Liga spielenden Rayong FC.

## Erfolge
Port FC
- Thailändischer Pokalsieger: 2019